# 寿县站
寿县站是京港高速铁路商合段的一座车站，位于中国安徽省淮南市寿县八公山乡团结村，站房中心里程DK275+905，由中国铁路上海局集团淮南西直属站管辖，2019年12月1日启用。

## 车站结构
寿县站站房面积10000平方米，设计主题为“楚都寿春，汉阙迎宾”。车站主体二层，局部三层，架空层为一层，按上进下出式设计。设进站天桥一座、出站地道一座，站场规模为2台4线。
| 站房 2层 | 候车室   | 2层候车室、检票口、进站天桥                  |
| 站房 1层 | 售票区   | 售票处                                       |
| 站房 1层 | 候车室   | 进站口、安检                                 |
| 站房 1层 | 候车室   | 候车区、检票口、进站通道                     |
| 站台     | 侧式站台 | 侧式站台                                     |
| 站台     | 1站台    | 商杭客运专线 往杭州东方向（淮南南站）        |
| 站台     | 正线     | 商杭客运专线下行列车通过线                   |
| 站台     | 正线     | 商杭客运专线上行列车通过线                   |
| 站台     | 2站台    | 商杭客运专线 往商丘方向（凤台南站）          |
| 站台     | 侧式站台 |                                              |
| 架空层   | 地道     | 社会通廊、出站集散厅、物流专用通道、站前广场 |

## 历史
2010年的商合杭铁路项目建议书中并未考虑设立寿县站，后经寿县政府争取，2013年批复的商合杭铁路项目建议书中才明确寿县站是该线新建12座车站之一。然而2014年在项目可研评审会中，专家组以车站分布过密为由建议研究寿县站和淮南南站或与凤台南站合并的可能性，寿县政府向铁路总公司、中咨公司、铁四院等单位沟通争取，最终2015年批复的商合杭高铁可行性研究报告批复同意新建寿县站。在可行性研究中，寿县站站房面积为3000平方米，为线侧下式设计，但寿县政府鉴于潜在的客流量需求，决定将站房改为10000平方米的线侧平式站房，增加投资部分由寿县承担。